# Pysk (album)
Pysk – album studyjny polskiej piosenkarki Bovski. Wydawnictwo ukazało się 31 marca 2017 nakładem wytwórni muzycznej Warner Music Poland.
Pod względem muzycznym płyta łączy w sobie przede wszystkim pop.
Album znalazł się na 48. miejscu polskiej listy sprzedaży – OLiS.
Album otrzymał nominację do Fryderyka w kategorii Album roku – elektronika.

## Lista utworów
Opracowano na podstawie materiału źródłowego.
1. „Kosmodrom” – 3:31
2. „Smog, lastriko” – 3:29
3. „Ciemno” – 3:39
4. „Pysk” – 3:00
5. „Firanka” – 2:43
6. „Wek” – 2:53
7. „Cyrk” – 4:00
8. „Nie dzielę na dwa” – 3:57
9. „Haj” – 3:05
10. „Autoreset” – 3:00
11. „Lubię” – 3:33
12. „Kaktus (fox remix)” – 3:45

## Pozycja na liście sprzedaży
| Kraj   | Lista         | Najwyższa pozycja |
| ------ | ------------- | ----------------- |
| Polska | OLiS – albumy | 48                |